# Etheostoma barrenense
Etheostoma barrenense är en fiskart som beskrevs av Burr och Page 1982. Etheostoma barrenense ingår i släktet Etheostoma och familjen abborrfiskar. Inga underarter finns listade i Catalogue of Life.